# The Rough, Tough West
The Rough, Tough West è un film del 1952 diretto da Ray Nazarro.
È un western statunitense con Charles Starrett, Jock Mahoney e Carolina Cotton. Fa parte della serie di film western della Columbia incentrati sul personaggio di Durango Kid.

## Produzione
Il film, diretto da Ray Nazarro su una sceneggiatura di Barry Shipman, fu prodotto da Colbert Clark per la Columbia Pictures e girato nell'Iverson Ranch a Chatsworth, Los Angeles, California, dal 27 novembre al 4 dicembre 1951.

## Distribuzione
Il film fu distribuito negli Stati Uniti dal 15 giugno 1952 al cinema dalla Columbia Pictures. È stato distribuito anche in Brasile con il titolo O Protetor dos Fracos.